# Auberge de Marie Henry
La Buvette de la Plage, est une auberge de la fin XIXe où Paul Gauguin et ses amis peintres ont pris pension à partir de 1889.

## La Buvette de la Plage
La Buvette de la Plage a été commandé par Marie Henry, une bretonne originaire du Finistère à la fin du XIXe. Première habitante à l'année des Grands-Sables au Pouldu, elle ouvre son commerce en 1889, date à laquelle elle donne naissance à sa première fille Léa. Rapidement après son ouverture, elle accueille des peintres qui ont généralement séjourné à Pont-Aven avant de venir au Pouldu. Elle met en location la Buvette à partir de 1893, date à laquelle elle s'installe à Kerfany sur la commune de Moëlan-sur-Mer. Vendu dans les années 1910, la Buvette de la Plage sera totalement modifié à la fin des années 20, date à laquelle le bâtiment se transforme en Hôtel de la Plage. Aujourd'hui la Maison-Musée Gauguin, située quelques mètres plus haut reconstitution la Buvette de la Plage.

## Le séjour de Paul Gauguin
Depuis 1886, Paul Gauguin séjourne régulièrement en Bretagne, à Pont-Aven. Il excursionne régulièrement au Pouldu, comme l'attestent ses peintures qui représentent les plages de Bellangenêt, ou de Port-castel. Après avoir exposé du 8 juin 1889 à octobre, au Café des Arts à Paris, avec ses amis, Gauguin rentre en Bretagne fin mai et, après avoir passé les premières semaines à la Pension Gloanec, s'installe avec Meijer de Haan et Charles Filiger à la fin du mois de juin à l'hôtel Destais.
Au début de septembre, Gauguin rentre à Pont-Aven.
C'est le 2 octobre 1889 que Paul Gauguin, lassé de la foule de Pont-Aven, vient prendre pension à la Buvette de la Plage, accompagné de Paul Sérusier et de Meyer de Haan. En juillet 1890, un autre artiste séjourne à la Buvette de la Plage : Charles Filiger, un peintre d'origine alsacienne. Maxime Maufra arrive le 9 novembre 1890 et passe la majorité de l'année 1891 au Pouldu. Gauguin part pour Tahiti en avril 1891. De la fin juillet au début d'août 1892, Jan Verkade est au Pouldu, puis fin août arrive Wladyslaw Slewinski.
La Buvette de la Plage est connue pour le décor réalisé lors de l'hiver 1889-1890 par les artistes. Paul Gauguin et de Haan peignent sur les murs, la fenêtres, le plafond, les portes et les placards. Gauguin peint L'Oie au-dessus de la porte, et La Fileuse ; de Haan peint Les Teilleuses de lin.

## Marie Henry
Marie Henry (1859-1945) est l'aubergiste de la Buvette de la Plage. Née à Moëlan-sur-Mer, elle devient orpheline à l'âge de 7 ans. Placé au convent des Ursulines à Quimperlé, elle devient un temps factrice avant de monter à Paris. Elle achete en 1886 et en 1887 deux terrains au Pouldu, puis fait construire la Buvette de la Plage. En mars 1889, elle donne naissance à sa fille Léa, dont on ne connait pas l'identité du père. En octobre 1889, elle accueille les peintres Paul Gauguin, Meijer de Haan et Paul Sérusier. Elle entretient une relation avec le peintre néerlandais Meijer de Haan avec qui elle aura une fille qui naitra en juin 1891 : Ida. L'artiste quitte le Pouldu en octobre 1890 en laissant des toiles et des affaires personnels.
Au départ de Paul Gauguin en novembre 1890, l'artiste doit à l'aubergiste plus de 300 francs, il laisse à l'aubergiste des toiles en gages de son futur paiement.
En 1893, elle met en location sa buvette et emporte les oeuvres qui sont facilement démontables (portes, placards), elle laisse en place le plafond et le mur peint. Elle s'installe à Kerfany avec son nouveau compagnon Henri Mothéré.
En 1894, Gauguin est de retour en Bretagne. Il perd le procès intenté contre  Marie Henry qui ne voulait pas lui rendre ses tableaux. Le tribunal de Quimperlé déclarera que « en matière de meubles, possession vaut titre ». Il perd également le procès contre ses agresseurs de Concarneau[réf. nécessaire]. Il rentre à Paris. De Haan meurt en 1895.
C’est probablement Paul Poiret qui propose à Marie Henry de vendre via la galerie Barbazanges les œuvres qu’elle possède d’y présenter une exposition qui rassemble 22 tableaux et 7 objets d’art (plâtre peint, bois sculpté, lithographies) qui se tient entre le 10 octobre et le 30 octobre 1919 et se nomme Paul Gauguin, exposition d’œuvres inconnues ; parmi ces œuvres, l'Autoportrait au nimbe (1889) fut acquise avec 14 autres du peintre par le poète et critique Francis Norgelet (1874-1936) pour un montant de 35 000 francs.

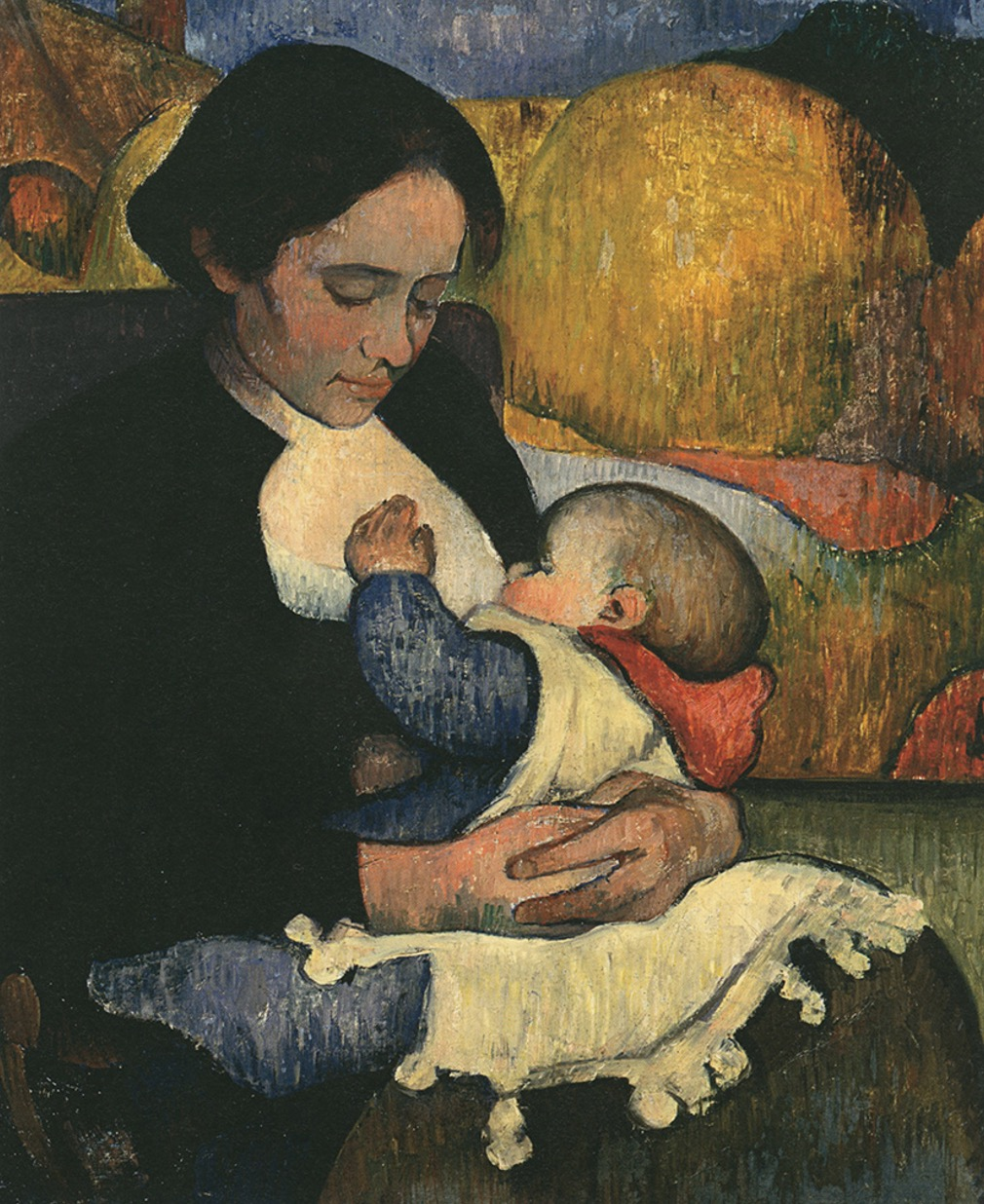
Meyer de Haan, Marie Henry allaitant son enfant (1889), huile sur toile (.

Vers 1924, Marie Henry et son compagnon Henri Motheré quittent Kerfany pour se rapprocher de sa fille Léa et de son mari à Toulon. Elle léguera le reste de sa collection à ses filles qui réaliseront dans les années 50 des ventes à l'hôtel Drouot.
C'est cette même année que l'on découvre à la Buvette de la Plage les fresques des deux peintres sous sept couches de papier peint dont Maurice Gournier fit une photographie.
Marie Henry meurt à Pierrefeu-du-Var en 1945.

## Reconstitution

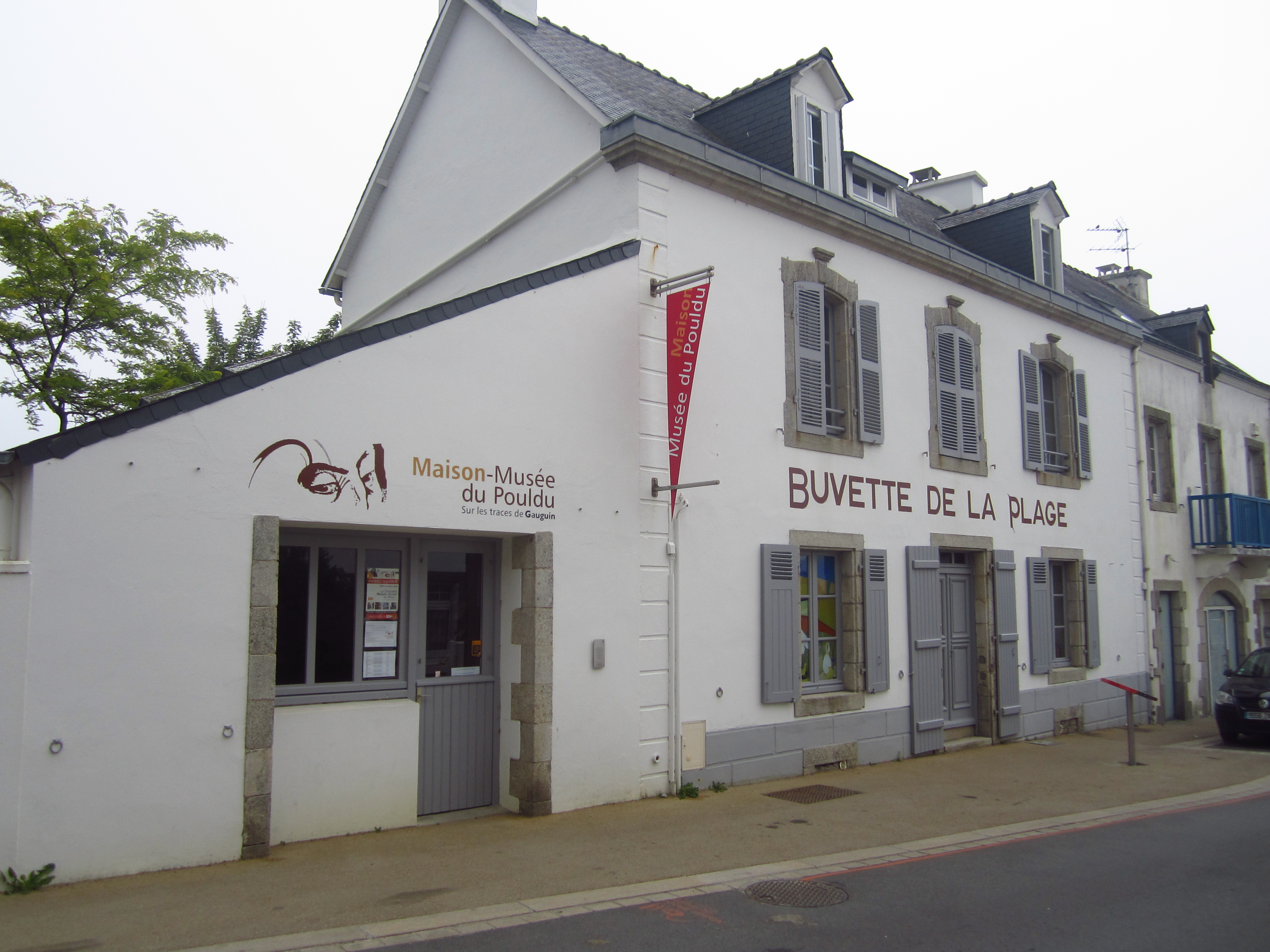
La Maison-Musée du Pouldu et la Buvette de la Plage aujourd'hui.

La Maison-Musée du Pouldu est la reconstitution historique de la Buvette de la Plage entreprise en 1989 dans une maison voisine, construite sur le même plan et à quelques mètres de l'originale. Les pièces sont réalisées à l'identique avec du mobilier d'époque.
Au rez-de-chaussée se trouvent la cuisine, la buvette et la salle à manger dans laquelle furent reproduites les œuvres peintes dans celle d'origine. À l'étage, la chambre de Gauguin, côté cour, celle de Marie Henry et de Meyer de Haan, la salle de bain et, sur le côté rue, la chambre de Paul Sérusier. Le sous-sol est aménagé en espace polyvalent.

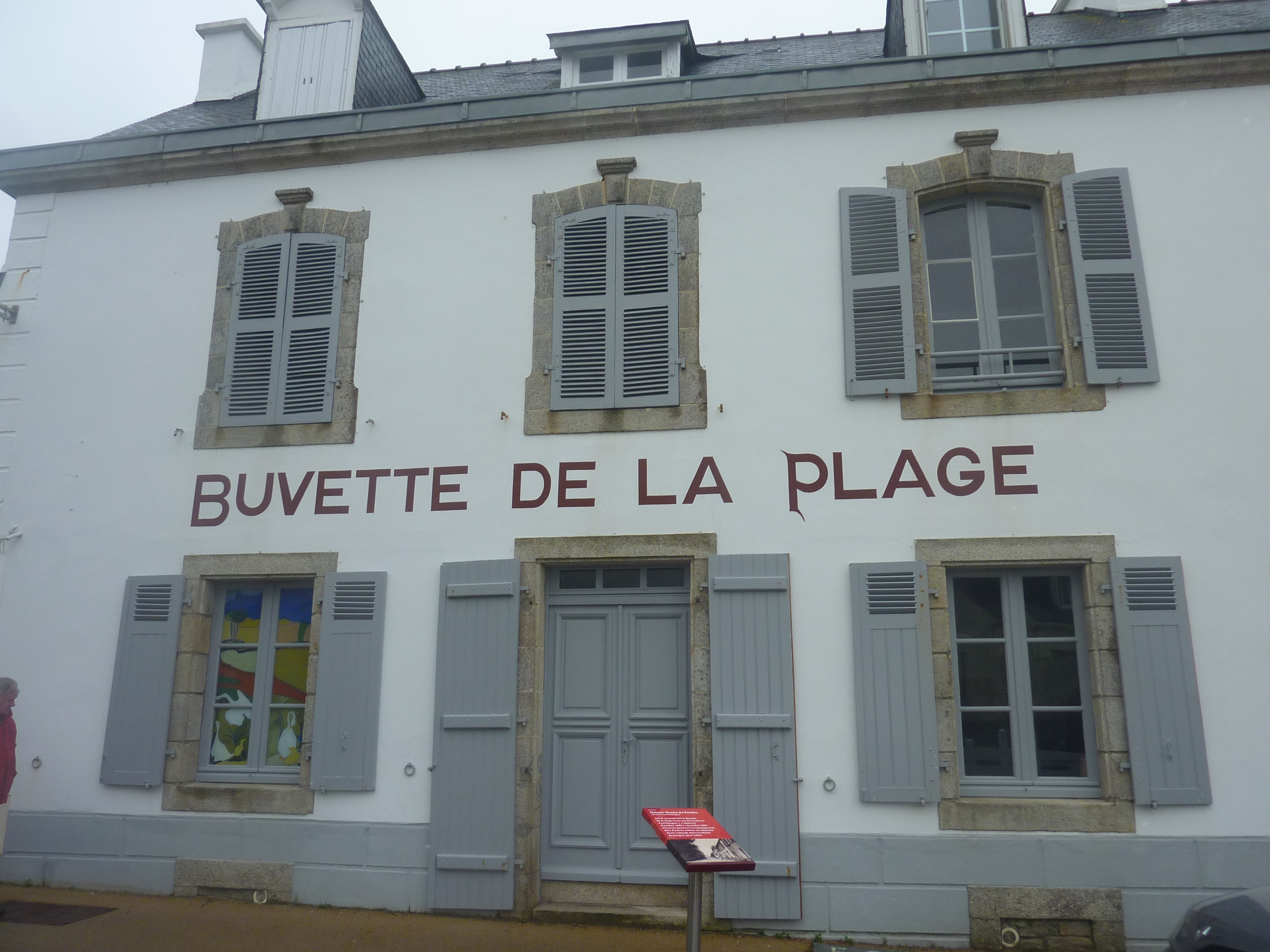
La maison de Marie Henry (la Buvette de la Plage), ou Maison-Musée du Pouldu.
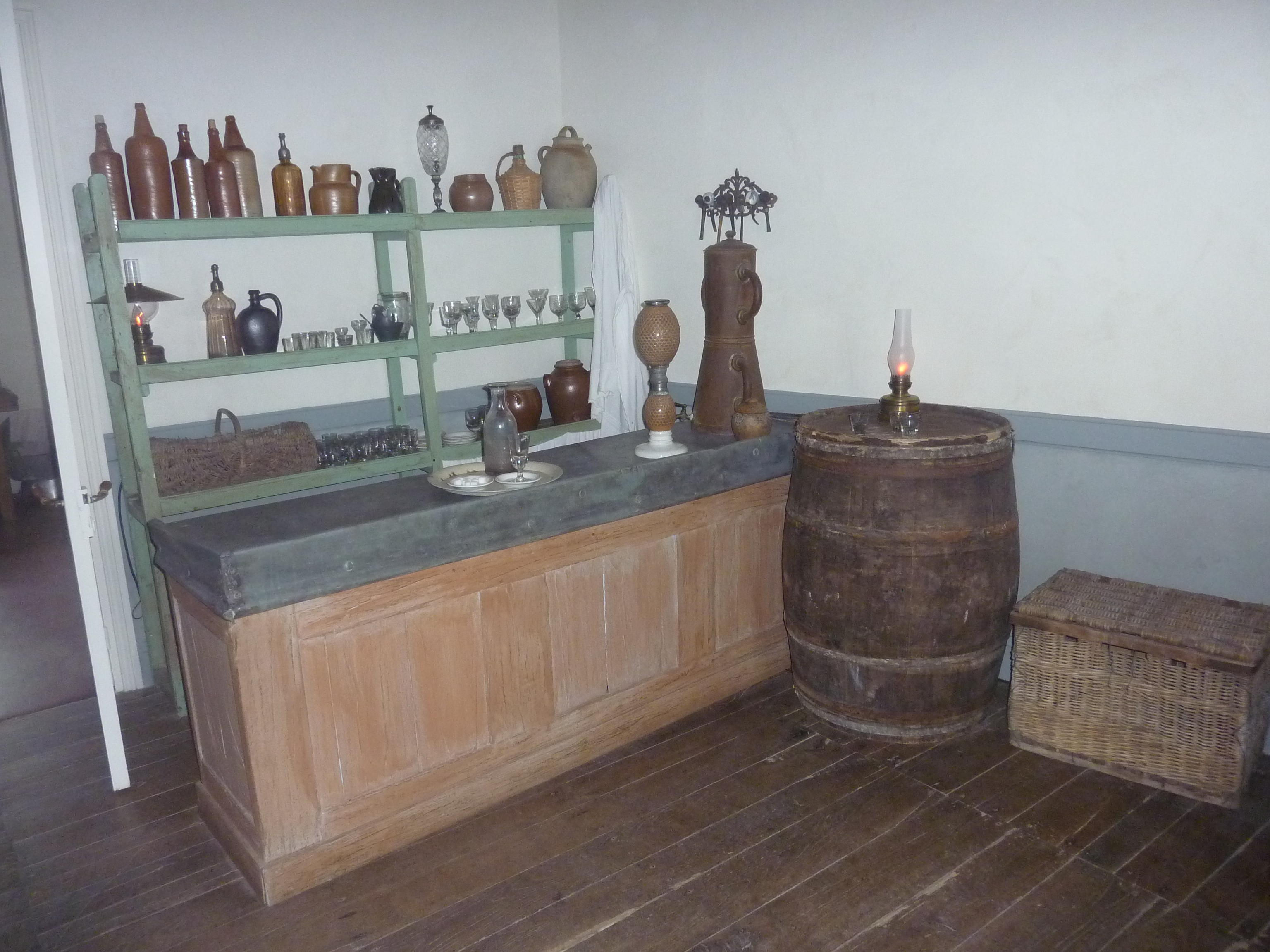
La maison de Marie Henry : vue intérieure de l'une des salles.
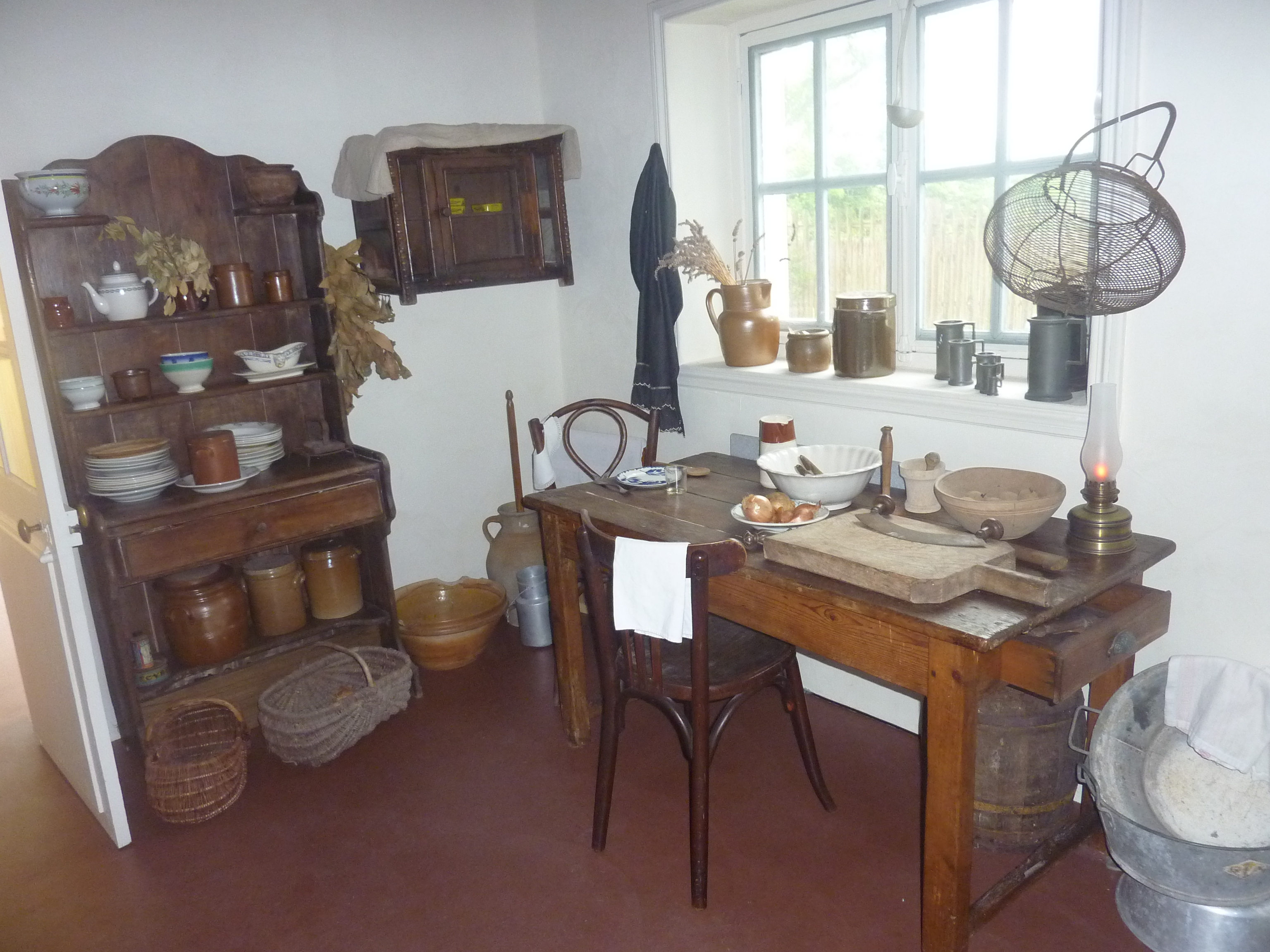
La maison de Marie Henry : vue intérieure d'une autre salle.

## Citations
« Les arts du maître et de ses disciples firent rapidement d'une vulgaire auberge un temple d'Apollon. »

— Armand Seguin

## Pensionnaires
(liste non exhaustive)
- Charles Filiger
- Paul Gauguin
- André Gide
- Meyer de Haan
- Charles Laval, en 1889 (il va s'orienter vers un symbolisme religieux)
- Maxime Maufra
- Henry Moret
- Paul Sérusier
- Wladyslaw Slewinski
- Jan Verkade

### Iconographie
- 1890 : premières cartes postales (photographies de A. Waron, de Saint-Brieuc).